# Methanobrevibacter wolinii
Methanobrevibacter wolinii es una especie de arquea metanógena, llamada después de Meyer J. Wolin.

## Descripción
Es cocobacilo con extremos ligeramente cónicos, aproximadamente 0.6 micrómetros en ancho y  1.0-1.4 micrómetros en longitud, que ocurren en pares o en cadenas cortas. Tiene reacción Gram-positiva. Sus paredes celulares son conpuestos de seudomureína.  Es especies estrictamente anaerobia y su cepa tipo  es SHT (=DSM 11976T =OCM 814T). Que fue aislado de heces de ovejas.

## Otras lecturas
- Hackstein, Johannes HP, ed. (endo) symbiotic methanogenic archaea. Vol. 19. Springer, 2010.
- Schaechter, Moselio (2009). Encyclopedia of Microbiology. San Diego: Academic Press [Imprint]. ISBN 0-12-373944-6.
- Falkow, Stanley; Dworkin, Martin (2006). The prokaryotes: a handbook on the biology of bacteria. Berlin: Springer. ISBN 0-387-25493-5.
- Bignell, David Edward, Yves Roisin, and Nathan Lo, eds. Biology of termites: A modern synthesis. Springer, 2011.